# Imperium Galactum
Imperium Galactum is een Computerspel dat werd ontwikkeld en uitgegeven door Strategic Simulations. Het spel kwam in 1984 uit voor verschillende homecomputers.

## Platforms
| Platform     | Jaar |
| ------------ | ---- |
| Apple II     | 1984 |
| Atari 8-bit  | 1984 |
| Commodore 64 | 1984 |

## Ontvangst
| Beoordeeld door             | Jaar | Platform     | Score |
| --------------------------- | ---- | ------------ | ----- |
| Computer Gaming World (CGW) | 1992 | Atari 8-bit  | 40%   |
| Computer Gaming World (CGW) | 1992 | Apple II     | 40%   |
| Computer Gaming World (CGW) | 1992 | Commodore 64 | 40%   |